# Anthracobia melaloma
Anthracobia melaloma är en svampart som först beskrevs av Alb. & Schwein., och fick sitt nu gällande namn av Arnould 1893. Anthracobia melaloma ingår i släktet Anthracobia och familjen Pyronemataceae.   Inga underarter finns listade i Catalogue of Life.